# Renana Kishon
Renana Kishon (* 1968) ist eine israelische Galeristin und Designerin.

## Leben
Renana Kishon ist die Tochter der Galeristin Sara Kishon, geborene Lipovitz, und des Satirikers Ephraim Kishon, der sie in seinen Büchern, die sich zumeist um das Alltagsleben der Familie drehen, oft erwähnt (in der deutschen Fassung zumeist als „Töchterchen Renana“). Im Jahr 2009 übernahm sie die im Jahr 1975 gegründete Galerie der Eltern in Tel Aviv.
Im Jahr 2010 sorgte die Galerie Kishon für Aufsehen, als der Künstler Noam Braslavsky dort eine lebensecht gestaltete Skulptur des seit 2006 im Koma liegenden ehemaligen Premierministers Ariel Sharon ausstellte.
Kishon ist auch als Designerin und Start-Up-Beraterin aktiv. Außerdem verwaltet sie gemeinsam mit zwei Geschwistern den literarischen Nachlass ihres Vaters.